# 可颂甜甜圈

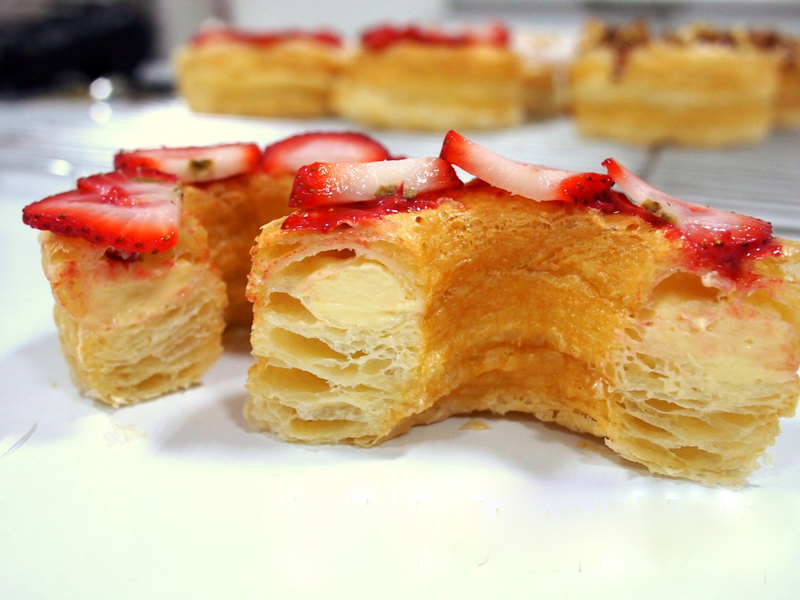
可颂甜甜圈

可颂甜甜圈（英語：cronut），别称牛角甜甜圈，是法裔美国纽约糕点厨师當文歷发明的糕点。Cronut这个名称是混成词，源自于croissant（牛角面包）和doughnut（甜甜圈）。

## 詳細描述
可頌甜甜圈是一種看起來像甜甜圈，但吃起來更像可頌的糕點，根據當文歷所說，每一批可頌甜甜圈都要花三天做好，先發酵，做出許多層次，然後再次發酵，再拿去葡萄籽油裡炸，最後再填入奶油並加上糖霜裝飾。使其變得外面脆，裡面軟且有層次。

## 媒體評價
时代杂志把它称为2013年25个最佳发明之一。

## 资料来源
1. ↑  （页面存档备份，存于）页面存档备份，存于） （页面存档备份，存于）  （页面存档备份，存于）. Boston Globe.
2. ↑  Nast, Condé. . Condé Nast Traveler.   [2024-06-04]. （原始内容存档于2024-06-04） （美国英语）.
3. ↑   （页面存档备份，存于）. TIME.